# Seping Baru
Seping Baru is een bestuurslaag in het regentschap Aceh Singkil van de provincie Atjeh, Indonesië. Seping Baru telt 187 inwoners (volkstelling 2010).